# Borissoglebsk
Borissoglebsk - Борисоглебск (rus) - és una ciutat de l'óblast de Vorónej, a Rússia.

## Història
Borissoglebsk fou creada a mitjan segle xvii i porta el nom dels sants russos Sant Borís i Sant Gleb.

## Fills il·lustres
- Anton Suixkévitx (1889-1961), matemàtic

## Ciutats agermanades
- Delmenhorst, Alemanya